# Марк Валерий Лактуцин Максим
Марк Валерий Лактуцин Максим (лат. Marcus Valerius Lactucinus Maximus; V — IV века до н. э.) — римский политический деятель из патрицианского рода Валериев, военный трибун с консульской властью 398 и 395 годов до н. э. Сын Марка Валерия Лактуки Максима, консула-суффекта 437 года до н. э. 
Во время обоих трибунатов все пять коллег Марка были патрициями. В 395 году до н. э. он совместно со своим коллегой Квинтом Сервилием Фиденатом воевал с Капенами, заставив их просить мира.